# هویک کوچکریان
هویک کوچکریان (ارمنی: Հովիկ Կեուչկերյան زادهٔ ۱۴ نوامبر ۱۹۷۲) یا آنگونه که خودش تلفظ می‌کند خُویک کوچکریان (اسپانیایی: Hovik Keuchkerian‎)  بازیگر ارمنی‌تبار اسپانیایی است که بیشتر به خاطر نقش بوگوتا در خانه کاغذی شناخته می‌شود.
کوچکریان یک بوکسر سابق است.

## فیلم‌شناسی منتخب
- هیسپانیا، افسانه (۲۰۱۱)
- ایزابل (۲۰۱۲)
- عقرب در عشق (۲۰۱۳)
- ایزابل (۲۰۱۳)
- وزارت وقت (۲۰۱۵)
- مدیر شب (۲۰۱۵)
- اساسینز کرید (۲۰۱۶)
- ربودن (۲۰۱۷)
- مردی که دن کیشوت را کشت (۲۰۱۸)
- ۴ قوطی (۲۰۱۹)
- خانه کاغذی (۲۰۱۹)
- حمله به بانک مرکزی (۲۰۲۴)

## جوایز و نامزدها
در حرفه خود کوچکریان از مجموع ۵ نامزد دریافت شده سه جایزه کسب کرده‌است.
| سال  | جایزه                                | دسته‌بندی           | کار         | نتیجه    |
| ---- | ------------------------------------ | ------------------ | ----------- | -------- |
| ۲۰۱۲ | جشنواره فیلم کوتاه Alcalá de Henares | بهترین بازیگر      | دیگری       | برنده    |
| ۲۰۱۴ | جوایز حلقوی نویسندگان سینما          | بهترین بازیگر جدید | عقرب در عشق | نامزدشده |
| ۲۰۱۴ | جایزه گویا                           | بهترین بازیگر جدید | عقرب در عشق | نامزدشده |
| ۲۰۱۴ | جشنواره بین‌المللی فیلم پالنسیا       | بهترین بازیگر      | دیگری       | برنده    |
| ۲۰۱۴ | اتحادیه بازیگران اسپانیا             | مرد                | عقرب در عشق | برنده    |